# Silvio Spann
Silvio Spann (Couva, 21. kolovoza 1981.) je trinidadtobaški nogometaš i bivši reprezentativac.

## Karijera
Karijeru je započeo 2000. godine u Doc's Khelwalaas, a poslije igra za W Connection. Već 2001. prvi puta dolazi u europski nogomet kada kratko igra za talijansku Perugiu u Serie A i Sambenedettese u Serie C1. Godine 2002. vraća se u W Connection u kojem provodi naredne dvije godine kada dolazi u zagrebački Dinamo. U Dinamu nije zabilježio niti jedan službeni nastup, pa 2005. odlazi u Yokohamu. U W Connection se vraća 2006. i igrao do 2007. kada prelazi u engleskog niželigaša Wrexham, a zatim 2010. slijedi još jedan povratak u W Connection. 
Za reprezentaciju Trinidada i Tobaga od 2002. do 2009. odigrao je 41 utakmicu i postigao dva pogotka.

## Vanjske poveznice
- Profil na transfermarkt.de
- Profil na soccerbase.com